# Флеминг, Клас Эрикссон
Клас Эрикссон Флеминг (швед. Clas Eriksson Fleming; ок. 1535, Паргас — апрель 1597, Похья) — военный и государственный деятель Швеции.

## Биография
Был сыном шведского государственного деятеля, адмирала Эрика Флеминга (1487—1548) и Хеблы Сиггесдоттер Спарре.
Во время войны с датчанами он в 1564 году был произведён в адмиралы флота, однако не проявил особых флотоводческих талантов. Четыре года спустя, когда герцоги Юхан и Карл приблизились к столице, намереваясь свергнуть с престола Эрика XIV, король направил его вместе с Сивардом Крузе для прикрытия Стокгольма со стороны Меларена, однако они перешли на сторону мятежников. За это предательство Флеминг впоследствии получил пост члена риксрода, а также баронский титул (1569) и должность лагмана южной Финляндии.
В 1588 году Юхан III назначил его риксадмиралом, а в 1590 году сделал его лагманом Упланда и Норрланда.
В ходе русско-шведской войны 1590—1595 годов он исполнял обязанности главнокомандующего шведскими войсками. Затем его карьера развивалась столь же успешно — он был назначен губернатором Финляндии (1591) и риксмарском (1594).
После смерти Юхана III Флеминг стал горячим сторонником Сигизмунда III и активно противодействовал планам герцога Карла Сёдерманландского. Когда тот настроил финнов против Сигизмунда, после чего разгорелось восстание, известное в шведской истории как «дубинная война» (1596—1597), то гнев восставших обратился главным образом против губернатора. Флеминг жестоко подавил выступление, утопив множество крестьян в озёрах, руководитель восстания, Яакко Иллка, был четвертован.
Финляндия оставалась под контролем Сигизмунда вплоть до скоропостижной смерти Флеминга, которая случилась 12 или 13 апреля 1597 года во время его поездки в Похью. Неожиданная кончина губернатора породила слухи, что он был отравлен герцогом Карлом или же что его убили заколдованной пулей обозлённые финны.

## Семья
С 1573 года был женат на Эббе Стенбок, приходившейся сестрой третьей супруге короля Густава Васы. Их сын Юхан (р. 1578) был по приказу герцога Карла казнён в Або в 1599 году.